# Nicolae Popea
Nicolae Popea (Hosszúfalu, 1826. február 17. – Karánsebes, 1908. augusztus 8.) görögkeleti román püspök.

## Élete
Apja Hosszúfaluban volt görögkeleti román lelkész. Tanulmányait Brassóban, Balázsfalván és Kolozsvárt végezte. Mint végzett jogász 20 éves korában a hittani tanulmányokra ment át és ezeket a bécsi egyetemen hallgatta mint a császári konviktus alumnusa, ahová az erdélyi görögkeleti egyházmegye küldte. 1849-50-ben a közigazgatás szolgálatába lépett mint gyakornok az erdélyi helytartóságnál, később mint iktató és fogalmazó a dévai császári és királyi járási hivatalnál; 1852-ben jegyzővé, kevéssel később pedig albíróvá neveztetett ki a nagysomkuti császári és királyi járásbírósághoz, mely állását 1856-ig töltötte be. 
1856-ban báró Andrei Șaguna érsek-metropolita, akkor még az erdélyi egyházmegye püspöke meghivásának engedve, a szerzetes-rendbe lépett és egy év alatt diakónus, protodiakónus, szincellus, végül protoszincellus lett, egyszersmind szentszéki titkárrá, teológiai tanárrá és az újegyházi (Szeben megye) esperesség adminisztrátorává nevezték ki. 1864-ben szentszéki ülnök lett, megtartván azonban 1869 végéig tanári és espereshelynöki állását is. Az 1870. évi egyházmegyei zsinaton báró Andrei Șaguna metropolita érseki vikáriussá nevezte ki és 1871-ben archimandritává léptette elő. Mint érseki helyettes vezette a főegyházmegyét a két ízben beállott széküresedés tartalma alatt. 
A karánsebesi egyházmegyei zsinat 1889. március 27-ei ülésében az egyházmegye püspökévé választotta és miután e választás megnyerte a legfelsőbb megerősítést, június 23-án püspökké szenteltetett fel és július 14-én foglalta el püspöki székét. A magyarországi közügyekben is tevékeny részt vett, nemkülönben a román nép nemzeti, irodalmi és általában kulturális ügyeiben kiváló buzgalommal működött, így az ASTRA irodalmi egylet és a Reuniunea pentru fondul de teatru roman (román színházalap megszerzése céljából alakult egyesület) és más közművelődési egyleteknek részint rendes, részint alapító tagja. Irodalmi érdemeiért a bukaresti román akadémia 1877-ben tiszteleti, 1899-ben rendes tagjává választotta. A magyar főrendiháznak is tagja volt.

## Munkái
- Excellenti'a s'a archiepiscopulu şi metripolitulu Andreiu Baronu de Sagun'a. Szeben, 1873
- Vechea Mitropolie ortodoxă română a Transilvaniei (1870)[4]
- Arhiepiscopul şi Mitropolitul Andrei Şaguna (1879)[4]
- Memorialul Arhiepiscopului şi Mitropolitului Andrei Şaguna sau luptele naţional-politice ale românilor, 1846-1873 (1889)[4]